# Sajad Behrouzi
Sajad Behrouzi (* 20. September 1989) ist ein iranischer Gewichtheber.

## Karriere
Behrouzi erreichte bei den Weltmeisterschaften 2005 den sechsten Platz in der Klasse bis 56 kg. Bei den Westasienspielen im selben Jahr gewann er die Goldmedaille. Von 2006 bis 2008 war er wegen eines Dopingverstoßes gesperrt. Nach seiner Sperre war er bei den Weltmeisterschaften 2009 Achter in der Klasse bis 62 kg. 2011 wurde er bei den Weltmeisterschaften Neunter in der Klasse bis 69 kg. Bei den Asienmeisterschaften 2012 gewann er Bronze im Zweikampf und Gold im Reißen. Bei den Weltmeisterschaften 2013 und den Asienmeisterschaften 2015 wurde er jeweils Neunter.